# Dinastía Chakri
La dinastía Chakri reina en Tailandia desde el año 1782, cuando el rey Taksin fue declarado loco. El nombre de la dinastía, “Chakri” (จักรี) deriva del título Phya Chakri, entregado a Rama I cuando todavía servía como general en el ejército del Reino de Thonburi.

## Lista de los monarcas tailandeses de la dinastía Chakri
| Reinado | Imagen | Monarca                                                                            | Comienzo                | Fin                     |
| 1.º     |        | Buddha Yodfa Chulalok «el grande» (Rama I) พระบาทสมเด็จพระพุทธยอดฟ้าจุฬาโลกมหาราช      | 6 de abril de 1782      | 7 de septiembre de 1809 |
| 2.º     |        | Buddha Loetla Nabhalai (Rama II) พระบาทสมเด็จพระพุทธเลิศหล้านภาลัย                      | 7 de septiembre de 1809 | 21 de julio de 1824     |
| 3.º     |        | Jessadabodindra (Rama III) พระบาทสมเด็จพระนั่งเกล้าเจ้าอยู่หัว                             | 21 de julio de 1824     | 2 de abril de 1851      |
| 4.º     |        | Mongkut (Rama IV) พระบาทสมเด็จพระจอมเกล้าเจ้าอยู่หัว                                     | 3 de abril de 1851      | 2 de octubre de 1868    |
| 5.º     |        | Chulalongkorn el Grande (Rama V) พระบาทสมเด็จพระจุลจอมเกล้าเจ้าอยู่หัว "พระปิยมหาราช"      | 2 de octubre de 1868    | 23 de octubre de 1910   |
| 6.º     |        | Vajiravudh (Rama VI) พระบาทสมเด็จพระมงกุฎเกล้าเจ้าอยู่หัว                                 | 23 de octubre de 1910   | 26 de noviembre de 1925 |
| 7.º     |        | Prajadhipok (Rama VII) พระบาทสมเด็จพระปกเกล้าเจ้าอยู่หัว                                 | 26 de noviembre de 1925 | 2 de marzo de 1935      |
| 8.º     |        | Ananda Mahidol (Rama VIII) พระบาทสมเด็จพระปรเมนทรมหาอานันทมหิดล พระอัฐมรามาธิบดินทร      | 2 de marzo de 1935      | 9 de junio de 1946      |
| 9.º     |        | Bhumibol Adulyadej el Grandioso (Rama IX) พระบาทสมเด็จพระปรมินทรมหาภูมิพลอดุลยเดชมหาราช | 9 de junio de 1946      | 13 de octubre de 2016   |
| 10.º    |        | Vajiralongkorn (Rama X) มหาวชิราลงกรณ                                               | 1 de diciembre de 2016  |                         |

### Lista de los regentes
- Somdet Chao Phraya Si Suriyawongse (1868-1873), durante la minoría de edad del rey Chulalongkorn.
- La reina Sripatcharinthara o reina Saovabha (1897), durante el periodo en que el rey Chulalongkorn viajó a Europa.
- El príncipe Narisaranuwadtiwongse. (1934-1935)
- El príncipe Oscar Anuvatana. (1935)
- El príncipe Aditya Dibabha. (1935-1944)
- Pridi Banomyong. (1944-1946)
- Rangsit, Príncipe de Chainat. (1946)
- El príncipe Dhanivat Bidyalabh Bridhyakon, (1946-1950) hasta que el rey Bhumibol Adulyadej concluyó sus estudios en Suiza.
- La reina Sirikit Kitiyakara, (1956) durante el periodo en que el rey Bhumibol Adulyadej se retiró como monje budista.
- La princesa-madre Srinagarindra, (1960) durante el período en que el rey Bhumibol Adulyadej y la reina Sirikit viajaron a Inglaterra.
- El general Prem Tinsulanonda, (2016) asumió la regencia desde la muerte del rey Rama IX hasta la coronación del rey Rama X.

## Segundo Monarca
Hasta 1885 los reyes tailandeses tuvieron su “segundo rey” o “segundo monarca” (Maha Uparaja), que normalmente era un hermano del monarca designado como heredero. Sin embargo, Rama II fue el único de los segundos monarcas tailandeses en acceder al trono. Al fallecer algún segundo rey, antes que el monarca reinante, el título permanecía vacante durante algunos años. Este sistema fue derogado por el rey Chulalongkorn (Rama V) cuando su segundo monarca, Bovorn Vichaicharn, falleció y se proclamó a su hijo primogénito príncipe heredero.

### Lista de los “Segundos Monarcas” talilandeses
- Boworn Maha Surasinghanat สมเด็จพระบวรราชเจ้า กรมพระราชวังบวรมหาสุรสิงหนาท (1782-1802)
- Isarasundhorn (después Rama II) (1806-1809)
- Boworn Maha Senanurak สมเด็จพระบวรราชเจ้า กรมพระราชวังบวรมหาเสนานุรักษ์ (1809-1817)
- Boworn Maha Sakpolsep สมเด็จพระบวรราชเจ้า กรมพระราชวังบวรมหาศักดิ์พลเสพ (1824-1832)
- Pinklao พระบาทสมเด็จพระปิ่นเกล้าเจ้าอยู่หัว (1851-1866)
- Boworn Vichaicharn สมเด็จพระบวรราชเจ้า กรมพระราชวังบวรวิไชยชาญ (1868-1885)